# Danh sách bộ phim Haiti nổi tiếng
Dưới đây là danh sách các bộ phim Haiti nổi tiếng:

## A
- La Peur D'aimer By Reginal Lubin
- Anita (1982)
- Alelouya by Richard J. Arens (2005)
- VENGEANCE SEXUELLE (2009)

by (BELUS Roosvelt)

## B
- Breaking Leaves (1998)
- Barikad by Richard Senecal(2003)
- Blooming Hope: Harvesting Smiles in Port-de-Paix (2010)
- Double jeu by Vladimir Thelisma (2001)

## C
- Café au lait, bien sucré (2005)
- Canne amère (1983)
- Chère Catherine (1997)
- Couloir de L'amitié by Vladimir Thelisma (2010)
- ChomeCo by Richard J. Arens (2007)
- Cousines by Richard Senecal(2006)
- Coup de foudre (Frantz Saint Louis) 2007

## D
- Des hommes et dieux (2002)
- Desounen: Dialogue with Death (1994)
- Destin Tragique by Vladimir Thelisma (2006)
- Dolores (2006) Herold Israel
- Fam se rat by Wilfort stimable

## E
- E Pluribus Unum (2001)
- Et moi je suis belle (1962)
- Évangile du cochon créole, L' (2004)

## F
- Fabiola by Armelle Jacotin (2006)

## H
- Haiti - Le silence des chiens (1994)
- Haiti, le chemin de la liberté (1973)
- Haitian Corner (1988)
- Haitian Slave Children (2001)
- Haïti: la fin des chimères?... (2004)
- L'Homme sur les quais (1993)
- Haiti Cherie: Wind Of Hope By Richard J. Arens(2010)
- [HAITI;Triumph Sorrow & the Struggle of a People (Jonas Nosile) (Vieux-Bourgeois Picture) (ABC TV)

## I
- I Love You Anne by Richard Senecal(2005)
- I Love You Anne 2 by Richard Senecal

## K
- Krik? Krak! Tales of a Nightmare (1988)

## L
- Lovdatnet (2009) by Herold Israel and Peter Ronald Berlus
- Les Couleurs de la Dignite by Vladimir Thelisma (2006)
- Life in a Haitian Valley Film Study (1934)
- Lumumba (2000)

La Peur D'aimer By Reginal Lubin 
- Laura de Valentin C Lustra
- La Vie de Job de Valentin C Lustra
- La pluie d'espoir by jack roche (2007)
- L'Amour Et L'Amitié by TUTU Desmonthene (2005)
- L'Imposteur Impromptu by Zagallo Prince, featuring Stardeak Durand and Marie Yves-Elda Calixte (2011)

## M
- Ma femme et le voisin by Riquet Michel(2004)
- Miracle de la foi, Le (2005)
- My name is... by Richard J. Arens(2007)
- Miami en action

## N
- Natalie by Samuel Vincent (2007)

## P
- Player 1/2 by Herold Israel 2006
- Pluie d'espoir (2005)
- President a-t-il le sida, Le (2006)
- Profit & Nothing But! (2001)

## R
- Rebelle, La (2005) la rebelle
- Rezistans (1997)
- Ronde des vodu, La (1987)
- Royal Bonbon (2002)

## S
- San Papye by Hans Patrick Domercant
- Santo contra la magia negra (1973)
- Show Kola by Richard J. Arens (2008)
- Souvenance (1991)

Sonson

## T
- The Son Of The Evil by TUTU Desmonthene (2007)
- Temptation by Samuel Vincent (2005)

## W
- White Darkness, The (2002)
- Where The Justice At by Tony Delerme (2009)

## V
- Voccation

## X
Xtreme Blue (2008) Herold Israel & Peter Ronald Berlus

## Z
- Zatrap (1980)